# Асоциативност
Асоциативността е свойство на някои математически операции. Означава че резултатът не зависи от реда на изчисляване на израза, в който операцията участва повече от веднъж.

## Формално определение
За една бинарна операция {\displaystyle \circ } над множеството S казваме, че е асоциативна когато:
{\displaystyle (a\circ b)\circ c=a\circ (b\circ c)} за всички {\displaystyle a,b,c\in S}.

## Примери
От операциите с множества, асоциативни са например обединението и сечението:
(A ∪ B) ∪ C = A ∪ (B ∪ C)
(A ∩ B) ∩ C = A ∩ (B ∩ C)
Неасоциативни са операциите разлика и декартово произведение на множества:
(A \ B) \ C ≠ A \ (B \ C)
(A × B) × C ≠ A × (B × C)